# Kfar Tapuach
Kfar Tapuach (hebreo: כְּפַר תַּפּוּחַ en español: Pueblo de las manzanas), es una asentamiento israelí en Cisjordania (Palestina). Según el sistema administrativo palestino, se encuentra en la gobernación de Nablus, mientras que según el israelí, está en la región de Judea y Samaria. El asentamiento fue fundado en 1978 y se encuentra junto a uno de los principales cruces de carretera de Cisjordania. En diciembre del año 2015, tenía una población de 1.036 habitantes. 
La comunidad internacional considera como ilegales bajo la ley internacional todos los asentamientos israelíes en la Cisjordania ocupada, pero el gobierno israelí no comparte esta opinión. El pueblo está situado cerca del sitio arqueológico de Tapuach, que aparece en la Biblia en el libro de Josué, capítulo 12, como una de las primeras 31 ciudades conquistadas por Josué y las tribus de Israel. El libro de Josué 17:8 sitúa a Tapuach en la frontera entre el territorio de los hijos de José, las tribus de Manasés y de Efraim.

## Demografía
Aunque su población consiste enteramente de judíos, Kfar Tapuach es uno de los asentamientos israelíes con mayor diversidad, su población viene de entornos muy diversos. Fue fundado por un núcleo de judíos yemenitas del pueblo de Bareket, desde su fundación, ha absorbido a numerosos inmigrantes judíos venidos desde Rusia y los Estados Unidos. Una población de peruanos conversos al judaísmo venidos desde Trujillo, Perú, se estableció en Kfar Tapuach. Entre el mes de febrero del año 2004 hasta el mes de agosto del año 2009, más de noventa nuevas familias emigraron a Kfar Tapuach.

## Servicios públicos
En el pueblo hay cuatro sinagogas que funcionan durante el Shabbat, en ellas se estudia cada día la Torá. En el pueblo hay dos baños rituales; uno de ellos es para los hombres y el otro para las mujeres. El pueblo dispone de una guardería y tres jardines de infancia con un patio. Hay un equipo médico de emergencias que está formado por voluntarios. Una unidad antiterrorista se encarga de mantener el orden y la seguridad de los habitantes.

## Negocios privados
Los negocios privados incluyen; una tienda de comestibles, un taller mecánico, una empresa de mudanzas, una granja de cabras, un criadero de abejas productoras de miel, una peletería, y una fábrica de perfumes.